# Шарпс (Флорида)
Шарпс (англ. Sharpes) — статистически обособленная местность, расположенная в округе Бревард (штат Флорида, США) с населением в 3411 человек по статистическим данным переписи 2010 года.

## География
По данным Бюро переписи населения США статистически обособленная местность Шарпс имеет общую площадь в 16,32 квадратных километров, из которых 7,77 кв. километров занимает земля и 8,55 кв. километров — вода. Площадь водных ресурсов округа составляет 52,39 % от всей его площади.
Статистически обособленная местность Шарпс расположена на высоте 6 м над уровнем моря.

## Демография
По данным переписи населения 2000 года в Шарпсe проживало 3415 человек, 947 семей, насчитывалось 1478 домашних хозяйств и 1680 жилых домов. Средняя плотность населения составляла около 209,25 человек на один квадратный километр. Расовый состав населённого пункта распределился следующим образом: 91,92 % белых, 3,54 % — чёрных или афроамериканцев, 0,88 % — коренных американцев, 0,64 % — азиатов, 2,31 % — представителей смешанных рас, 0,70 % — других народностей. Испаноговорящие составили 2,34 % от всех жителей статистически обособленной местности.
Из 1478 домашних хозяйств в 23,8 % воспитывали детей в возрасте до 18 лет, 46,8 % представляли собой совместно проживающие супружеские пары, в 12,6 % семей женщины проживали без мужей, 35,9 % не имели семей. 28,7 % от общего числа семей на момент переписи жили самостоятельно, при этом 11,9 % составили одинокие пожилые люди в возрасте 65 лет и старше. Средний размер домашнего хозяйства составил 2,30 человек, а средний размер семьи — 2,77 человек.
Население статистически обособленной местности по возрастному диапазону по данным переписи 2000 года распределилось следующим образом: 21,4 % — жители младше 18 лет, 6,0 % — между 18 и 24 годами, 28,1 % — от 25 до 44 лет, 24,8 % — от 45 до 64 лет и 19,7 % — в возрасте 65 лет и старше. Средний возраст жителей составил 42 года. На каждые 100 женщин в Шарпсe приходилось 97,7 мужчин, при этом на каждые сто женщин 18 лет и старше приходилось 95,8 мужчин также старше 18 лет.
Средний доход на одно домашнее хозяйство статистически обособленной местности составил 27 692 доллара США, а средний доход на одну семью — 33 825 долларов. При этом мужчины имели средний доход в 27 500 долларов США в год против 19 231 доллар среднегодового дохода у женщин. Доход на душу населения статистически обособленной местности составил 27 692 доллара в год. 12,6 % от всего числа семей в населённом пункте и 18,7 % от всей численности населения находилось на момент переписи населения за чертой бедности, при этом 16,1 % из них были моложе 18 лет и 14,8 % — в возрасте 65 лет и старше.